# Liste de ponts des Bouches-du-Rhône
Cet article contient la liste des ponts du département français des Bouches-du-Rhône.

## Ponts de longueur supérieure à 100 m
Les ouvrages de longueur totale supérieure à 100 m du département des Bouches-du-Rhône sont classés ci-après par gestionnaires de voies.

### Voie ferrée
- Viaduc de l'Aigle
- Viaduc des Aragnols
- Viaduc de l'Arc sur l'Arc
- Viaduc de l'Arc de Meyran sur l'Arc
- Viaduc de Beaume de Lume
- Viaduc de Bougainville
- Pont de Caronte sur le Canal de Caronte
- Viaduc de Corbière
- Viaduc des Eaux-salées
- Viaduc de l'Establon
- Viaduc du Grand-Vallat
- Viaduc du Jonquier
- Viaduc de Lareraille
- Viaduc des Loubatons
- Viaduc de Mauvallon
- Viaduc de Méjean
- Viaduc de La Rose
- Viaduc de Saint-Chamas sur la Touloubre
- Viaduc de Sainte-Marguerite
- Viaduc de la Vesse

## Ponts de longueur comprise entre 50 m et 100 m
Les ouvrages de longueur totale comprise entre 50 et 100 m du département des Bouches-du-Rhône sont classés ci-après par gestionnaires de voies.

## Ponts présentant un intérêt architectural ou historique
Les ponts des Bouches-du-Rhône inscrits à l’inventaire national des monuments historiques sont recensés ci-après.
- Pont de Saint-Pons - Aix-en-Provence - XIVe siècle
- Pont des Trois-Sautets - Aix-en-Provence / Meyreuil - XVIIe siècle
- Pont romain immergé dans le Rhône (restes) - Arles - Ier siècle  - Notice no PA00081136
- Pont suspendu dit ancien Pont de Fourques  - Arles - XIXe siècle  - Notice no PA00081134
- Pont Van-Gogh - Arles - XIXe siècle - Notice no PA00081137
- Pont-canal du Canal de Marseille - la Barben - XIXe siècle
- Viaduc des Eaux-salées - Carry-le-Rouet - pont ferroviaire (XXe siècle)
- Pont - Grans
- Pont suspendu de Mirabeau (ancien) - XIXe siècle
- Pont de Lançon-Provence - XIXe siècle
- Pont suspendu (ancien) - Mallemort
- Pont - Marseille - XIXe siècle
- Pont mobile (Pont tournant) - Marseille - XIXe siècle ; XXe siècle
- Viaduc ferroviaire de Saint-Antoine - Marseille (15e arrondissement) - XXe siècle
- Viaduc ferroviaire des Aygalades - Marseille (15e arrondissement) - XIXe siècle
- Pont des Dames - Pélissanne - XVIIe siècle ; XVIIIe siècle
- Pont mobile - Port-Saint-Louis-du-Rhône - XXe siècle
- Pont Flavien - Saint-Chamas - Ier siècle - Notice no PA00081419
- Viaduc - Saint-Chamas - XIXe siècle - Notice no PA00081420
- Pont - Salon-de-Provence - XIXe siècle
- Pont ancien - Tarascon - XIIe siècle - Notice no PA00081483

Autres ouvrages présentant un intérêt architectural :
- Pont de Caronte - Martigues - Ouvrage ferroviaire présentant une partie mobile.
- Aqueduc de Roquefavour - Ventabren - Aqueduc - XIXe siècle

## Source
Base de données Mérimée du Ministère de la Culture et de la Communication.